# Eclipse lunar de 16 de maio de 2022
| Eclipse Lunar Total 16 de maio de 2022 | Eclipse Lunar Total 16 de maio de 2022 |
| --- | -------------------------------------- |
| Eclipse visto de Houston, Texas (EUA), 4:16 UTC |                                        |
| A Lua mergulhando no interior da metade sul do cone de sombra da Terra, de oeste para leste (da direita para a esquerda), com o disco lunar avermelhado durante a totalidade. |                                        |
| Gamma | -0,2532                                |
| Saros (e membro) | 131 (34 de 72)                         |
| Sequência de eclipses lunares |                                        |
| Anterior | 19 de novembro de 2021                 |
| Próximo | 8 de novembro de 2022                  |
| Duração (hr:mn:sc) |                                        |
| Total | 1:24:53                                |
| Parcial | 3:27:16                                |
| Penumbral | 5:18:47                                |
| Fases e Horários do Eclipse (UTC) |                                        |
| P1 | 1:32:06                                |
| U1 | 2:27:54                                |
| U2 | 3:29:05                                |
| Máximo | 4:11:31                                |
| U3 | 4:53:58                                |
| U4 | 5:55:10                                |
| P4 | 6:50:53                                |

O eclipse lunar de 16 de maio de 2022 foi um eclipse lunar total, o primeiro de dois eclipses lunares totais do ano. Foi visível nas Américas, Antártida, Oceano Atlântico, grande parte da África e centro-leste do Pacífico. Teve magnitude umbral de 1,4137 e penumbral de 2,3726.